# Megalithen in Connemara

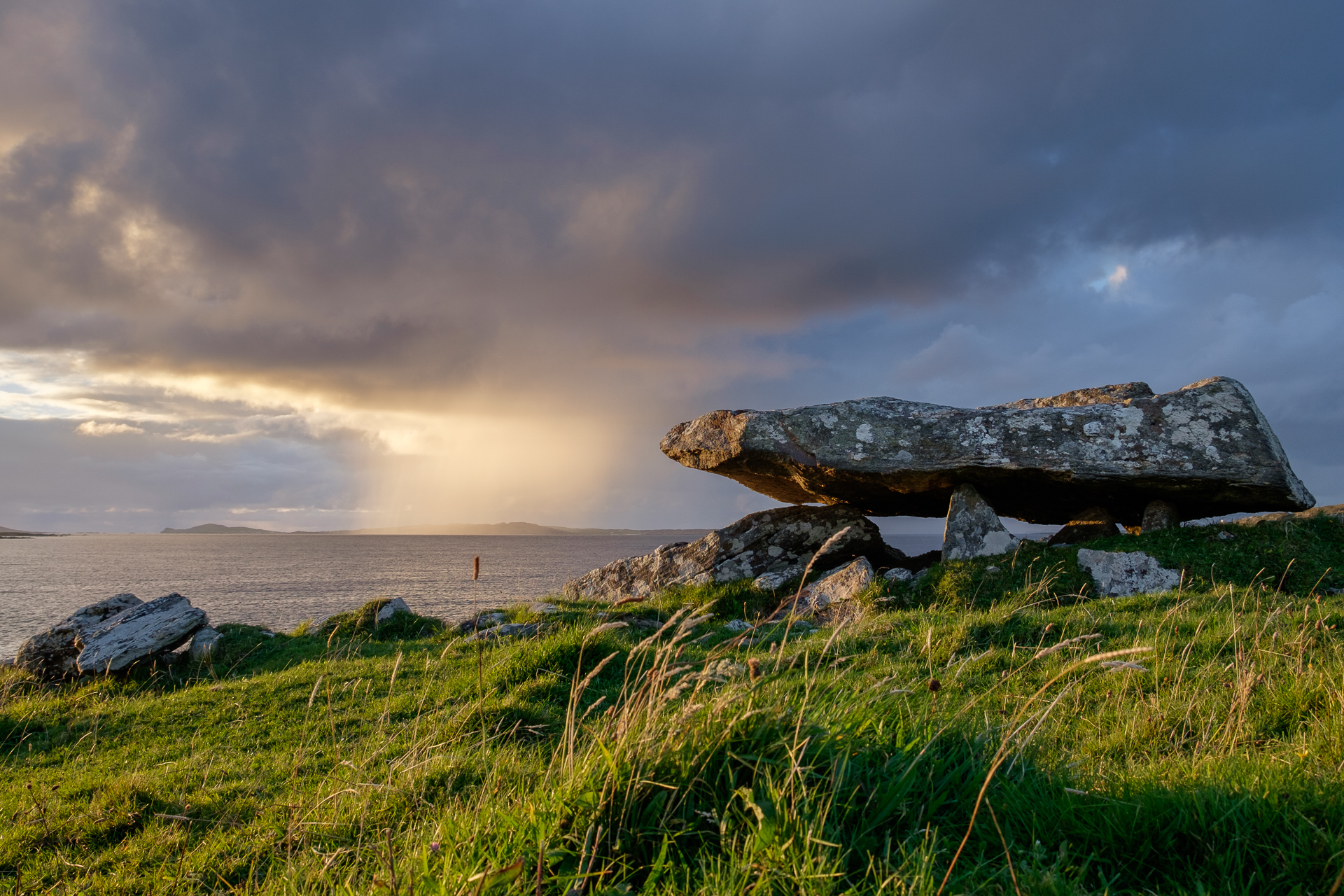
Knockbrack Megalithic Tomb

Megalithen in Connemara sind jene Megalithanlagen die im Westen des County Galway liegen. Die Anlagen konzentrieren sich auf die Täler der Region Connemara, wovon 18 von M. Gibbons entdeckt wurden. Andere Anlagen liegen auf den Aran-Inseln (Carrownlisheen, Oghil ). Connemara ist nach dem County Mayo der nordwestlichste Standort von Megalithanlagen in Irland. Es handelt sich bei den Anlagen auf dem Festland um Court Tombs (Cleggan, Letterfrack), Portal Tombs (Cloonlooaun) und Wedge Tombs (Ardnagreevagh) sowie um schwer klassifizierbare oder stark gestörte Anlagen. Bei einigen ist die Einstufung unscharf, andere passen gar nicht ins gängige Schema.
Als Hügelgrab (1), Cairn (6) oder Steinkiste (3) (Fakeeragh) werden weitere Anlagen eingestuft. Zwei Cairns liegen auf den Aran-Inseln.
Unter den Menhirstandorten sind Monolithe, Steinpaare (die Reste größerer Anlagen darstellen können) und Steinreihen, unter denen die Steinreihe Finn Mc Cool’s Fingers im Townland Derryinver herausragt. Auf der Aran-Insel Inishmoren stehen der Oghamstein von Kilmurvy und der 3,6 Meter hohe Menhir von Kilmurvy (auch Kilmurvey irisch Cill Mhuirbhigh).